# Rhyothemis semihyalina
Rhyothemis semihyalina é uma espécie de libelinha da família Libellulidae.
Pode ser encontrada nos seguintes países: Argélia, Angola, Benin, Botswana, Camarões, Costa do Marfim, Egipto, Etiópia, Gâmbia, Gana, Quénia, Libéria, Madagáscar, Malawi, Mauritânia, Maurícia, Moçambique, Namíbia, Nigéria, Réunion, Senegal, Seychelles, Serra Leoa, Somália, África do Sul, Tanzânia, Togo, Uganda, Zâmbia, Zimbabwe e possivelmente em Burundi.
Os seus habitats naturais são: campos de gramíneas de baixa altitude subtropicais ou tropicais sazonalmente húmidos ou inundados, rios, rios intermitentes, áreas húmidas dominadas por vegetação arbustiva, pântanos, lagos de água doce, lagos intermitentes de água doce, marismas de água doce e marismas intermitentes de água doce.